# Фредерик Уелсли
Фредерик Артър Уелсли (на английски: Frederick Arthur Wellesley) е английски офицер и дипломат, полковник. Представител на армията на Великобритания в Руско-турската война (1877 – 1878).

## Биография
Фредерик Уелсли е роден на 24 май 1844 г. във Великобритания в семейството на дипломата Хенри Уелсли. Посвещава се на военното поприще. Постъпва в армията на Великобритания. Действителна военна служба започва в артилерийска бригада (1862), а от 1863 г. е в конната гвардия. Повишен в звание подполковник (1875).
Преминава на дипломатическа служба. Първи секретар е на британското посолство във Виена (1876). По време на Руско-турската война (1877 – 1878) е военно аташе в Санкт Петербург. Командирован е като британски военен наблюдател в Полевия щаб на Действащата руска армия на Балканския полуостров. Поради двусмислената английска политика по отношение на войната среща негативното отношение на руския главнокомандващ княз Николай Николаевич
Автор на мемоарната книга „С руснаците в мир и война. Спомени на един военен аташе“.